# Against Our Will
Against Our Will: Men, Women and Rape är en bok av Susan Brownmiller som utgavs 1975 och där den svenskspråkiga upplagan Våldtäkt utgavs år 1977. I boken beskriver Brownmiller att handlingen våldtäkt inte kommer sig ur lust och passion från mannens sida, utan att det egentligen handlar om ett maktverktyg som män alltid har använt för att förtrycka kvinnor. Hon argumenterar för att det konstanta hotet om våldtäkt förtrycker kvinnor och därmed gynnar alla män.
I boken lyfter Brownmiller fram hur kvinnor i krigssituationer våldtas systematiskt. Hon menar att våldtäkt ofta ses som en oundviklig del av krig och något som inte går att förhindra, men hon motsätter sig detta synsätt. Brownmiller beskriver flera våldtäkter i bland annat andra världskriget och Vietnamkriget mot kvinnor detaljerat. Hon lyfter fram kvinnors egna erfarenheter av de våldtäkter de har utsatts för. Hon beskriver bland annat hur kvinnor i krig uppmuntras till att underkuva sig soldaterna för att inte dödas, men att de ändå ofta blir dödade efter att ha våldtagits. Ofta har man inrättat militärbordeller inrättade för soldater för att deras lustar skulle hållas under kontroll. Enligt Brownmiller har detta spätt på  myten om våldtäkt som en handling sprungen ur sexuell lust.
Om Nanjingmassakern i vilken japanska soldater våldtog kinesiska kvinnor skriver Brownmiller:
"Flickor som släpats iväg av grupper på fyra eller fem män i uniform; bortförda kvinnor som tvingats tvätta kläder för arméförband om dagen och 'betjäna' upp till mellan femton och fyrtio män om natten; kvinnor som tvingades att utföra sexshower för soldater; fäder som inför gevärsmynningar tvingades att våldta sina egna döttrar." 
Brownmiller ägnar även en del av sin text åt det amerikanska slaveriet. Hon synliggör hur svarta kvinnliga slavar inte hade någon som helst rätt att säga emot sina ägare när de blev våldtagna av dem. Vid tiden var det inte olagligt att våldta sina slavar eftersom de sågs som slavägarnas egendom. Ofta användes även de kvinnliga slavarna för att föda fram en ny generation slavar till sina ägare.

## Mottagande och kritik
När Against Our Will publicerades blev den mycket omtalad och ett viktigt teoretiskt bidrag till andra vågens feminism. Boken fick både positiv och negativ kritik.
Barbara Winslow är en av dem som mestadels är positivt inställda till Brownmiller, och ser henne som en en av de ledande krafterna inom andra vågens feminism  i kraft av sin bok. Winslow kritiserar dock även Brownmiller för att inte ta till sig av den kritik som framförts mot hennes verk. En del av den kritik som Winslow beskriver handlar om hur Brownmiller i boken hanterar rasfrågor. 
En av dem som kritiserat Brownmiller hårt är Alison Edwards. Edwards granskar Brownmillers uttalanden och diskuterar hur hennes perspektiv är alldeles för fokuserat på vita kvinnor och inte tar svarta kvinnors verklighet i beaktande. Edwards kritiserar även Brownmillers sätt att likställa vita och svarta män, trots att svarta män historiskt sett oftare än vita män har blivit straffade och dödade för våldtäkt.
Angela Davis riktar liknande kritik mot Brownmiller. Hon hyllar Brownmillers bok såsom ett banbrytande tillägg i feministisk teori gällande våldtäkt, men klandrar hur Brownmiller skildrar mordet på den svarta tonåringen Emmett Till. Trots att Brownmiller fördömer mordet på Till skriver Davis att Till ändå i Brownmillers text framstår som nästan lika skyldig som sin vita mördare, eftersom han genom sin busvissling ser sig ha rätt till kvinnor och deras kroppar i det offentliga rummet.